# Hans Graf
 (février 2022).
Si vous disposez d'ouvrages ou d'articles de référence ou si vous connaissez des sites web de qualité traitant du thème abordé ici, merci de compléter l'article en donnant les références utiles à sa vérifiabilité et en les liant à la section « Notes et références ».
Pour les articles homonymes, voir Graf.
Hans Graf, né le 15 février 1949 près de Linz, est un chef d'orchestre autrichien.

## Biographie
Hans Graf commence ses études musicales avec son père, violoniste au Conservatoire Bruckner de Linz puis est élève de l'Académie de musique de Graz jusqu'en 1971. Il se perfectionne ensuite à la direction d'orchestre et suit les cours de Franco Ferrara à Sienne, Sergiu Celibidache à Bologne et Arvīds Jansons à Leningrad. En 1979, il remporte le Premier prix du Concours Karl Böhm à Salzbourg.
Il fait ses débuts à l'Opéra de Vienne en 1981 avant d'être invité par les principales scènes lyriques dont celles de Berlin, Munich et Paris. Puis sa carrière internationale se développe rapidement et le conduit à collaborer avec les plus grands orchestres tant en Europe qu'en Amérique et en Asie : Orchestre philharmonique de Vienne, Orchestre du Gewandhaus de Leipzig, Orchestre national de France, Orchestre symphonique de Londres, Orchestre philharmonique de Londres, Orchestre philharmonique d'Israël, Orchestre philharmonique de Saint-Pétersbourg, Orchestre symphonique de la NHK (Tokyo) et de nombreuses formations de premier plan aux États-Unis, parmi lesquelles il établit une relation étroite avec l'Orchestre symphonique de Boston. Il participe également à de nombreux festivals internationaux : Salzbourg où il dirige douze saisons consécutives, Bregenz, Aix-en-Provence, Orange, Savonlinna, Tanglewood, Printemps de Prague, Mostly Mozart à New York, Mai musical florentin. En France, il travaille avec l'Orchestre National de France et l'Orchestre Philharmonique de Radio France, en Belgique avec l'Orchestre national, aux Pays-Bas avec le Concertgebouw Orkest et les orchestres de Rotterdam et de La Haye.
De 1984 à 1994, il occupe le poste de directeur musical de l'Orchestre du Mozarteum et de l'Opéra de Salzbourg avec lesquels se succèdent tournées et productions : Der Ring des Nibelungen, Ariadne auf Naxos, Der Rosenkavalier, Jenufa, Wozzeck, Fidelio, Otello et la plupart des opéras de Mozart. En 1994, il prend la tête de l'Orchestre National Basque, à Saint-Sébastien (1994-1996). De 1995 à 2003, il est directeur musical de l'Orchestre philharmonique de Calgary. En septembre 2001, il est nommé directeur musical de l'Orchestre symphonique de Houston, poste qu'il tient jusqu'en 2013. De 1998 à 2004, Hans Graf est également directeur musical de l'Orchestre National Bordeaux Aquitaine. En 2001, il est nommé Chevalier de la Légion d'Honneur, pour ses services envers la musique française, notamment pour l'enregistrement des œuvres pour orchestre d'Henri Dutilleux.
Hans Graf occupe le poste de professeur de direction d'orchestre à l'Université Mozarteum de Salzbourg de 2013 à 2015. En 2015, il reçoit le Prix Schikaneder[réf. souhaitée] à Vienne pour la meilleure direction d'opéra.
En 2013, Graf dirige trois programmes au Festival de Salzbourg. En 2017, il travaille avec l'Orchestre symphonique de Boston au festival de Tanglewood et en 2018 avec l'Orchestre philharmonique de New York à Bravo! Vail (en).
À partir de 2020, Graf sera chef principal de l'Orchestre symphonique de Singapour.

## Répertoire
Parmi ses enregistrements, citons l'intégrale des symphonies de Mozart et Schubert, d'une sélection de douze concertos pour piano de Mozart avec Eric Heidsieck, ainsi que la première mondiale de l'opéra Es war einmal de Zemlinsky et, à la tête de l'Orchestre national Bordeaux Aquitaine, l'intégrale des œuvres pour orchestre de Henri Dutilleux.
En 2010, Graf enregistre un DVD nommé The Planets. An HD Odyssey avec la musique de Gustav Holst (jouée par l'orchestre de Houston) et avec des images inédites du cosmos de la NASA. Ils s'ensuivent des enregistrements de Bartók, Gershwin, Zemlinsky, Mahler, Hindemith et Orff. En 2017, son enregistrement de l'opéra Wozzeck d'Alban Berg à Houston est reçu avec enthousiasme par la presse internationale et gagne un Grammy 2018 dans la catégorie meilleur enregistrement d'opéra, ainsi que le prix ECHO Klassik dans la catégorie Meilleur enregistrement d'un opéra du 20e/21e siècle. Ce disque est actuellement nommé pour un Grammy Award[pas clair].